# 加州密拉瑪大學
加州密拉瑪大學（英語：California Miramar University，缩写为CMU）， 是位于美国加利福尼亚州的一所私立大学。学校目前提供本科、硕士及博士課程。

## 学校历史
加州密拉瑪大學創建於2005年年初在加利福尼亞州圣迭戈。那年稍後該大學購買了另一所位於加州洛杉磯,經加州州政府許可的西太平洋大學(加州分校)。經過加州政府批准售出後,西太平洋大學(加州分校)於2007年停止教育運作。
密拉玛（Miramar）为西班牙语常见地名，意为“海景”。

## 學歷認證
加州密拉瑪大學於2005年6月6日得到美國遠程教育及培訓局（Distance Education and Training Council，DETC）認證及2009年12月18日獲得獨立院校認證委員會（ACICS）認證；使得加州密拉瑪大學所提供的課程得到美國教育部和加州教育廳認可。

## 其他资格核准
美國移民和海關執法局（ICE ） -   - 美國國土安全部（DHS ）交換學生簽證學程（ SEVP ）
該大學被批准於國土安全部和美國移民與海關執法局（ ICE）關於學生交換簽證學程（ SEVP ）核發的國際學生簽證包括英語為第二語言學程（ESL）及學士到博士學位學程。
SEVP是由美國移民和海關執法，是美國國土安全部（DHS）的主要調查管理機構。 CMU提供F-1學生簽證給符合身份的ESL,學士,碩士和博士學位課程的國際學生。
美國教育部 - 學生助學金及貸款（Title IV）
加利福尼亞美麗華大學被批准於美國教育部所頒發的聯邦財政援助（學生助學金和貸款），給符合資格的美國學生。
退伍軍人事務部 - 退伍軍人教育福利（Title 38 ）
加利福尼亞美麗華大學獲批准於退伍軍人事務部,准予提供GI（美國退伍軍人）教育福利給符合資格的美國退伍軍人學生。

## 争议
加州密拉瑪大學在未取得美國全國性認證前，前身為西太平洋大学，仍是一所非承認院校，所頒發的學位不被承認。

### 唐骏“学历造假”
中国职业经理人唐骏在2010年7月被指责学历造假，在回应这一说法时他指出自己拿到的是原西太平洋大学的博士学位。但是该校并无博士学位授予资格。而且唐骏出示的加州“西太平洋大学博士”文凭颁发日期为1995年4月13日，芝加哥太阳时报报道，西太平洋大学在1994年被加州政府吊销营业执照，1996年才续了执照。

## 知名校友
- 宾古·瓦·穆塔里卡：现任马拉维总统；
- 苏珊·布洛克：美国电影摄制人；
- 艾尔·奥法里·哈钦森
- 唐骏：中国著名职业经理人
- 康樹德: 泰國外商聯合總會主席